# Kiełbaska (Julianów)
Kiełbaska – część wsi Julianów w Polsce, w województwie mazowieckim, w powiecie piaseczyńskim, w gminie Góra Kalwaria.
Dawniej samodzielna miejscowość. Powstała przed 1825 rokiem; nazwa Kiełbaska pochodzi od dawnego określenia czteromorgowej działki. W latach 1867–1952 w gminie Kąty w powiecie grójeckim. 20 października 1933 utworzono gromadę Kiełbaska w granicach gminy Jazgarzew, składającą się z wsi Kiełbaska, kolonii Juljanów A, kolonii Juljanów B, kolonii Ksawerówka i kolonii Czachów-Sierzchów.
Podczas II wojny światowej w Generalnym Gubernatorstwie, w dystrykcie warszawskim. W 1943 gromada Kiełbaska liczyła 146 mieszkańców.
1 lipca 1952 gromada Kiełbaska weszła w skład nowo utworzonej gminy Sobików w nowo utworzonym powiecie piaseczyńskim.
W związku z reorganizacją administracji wiejskiej jesienią 1954, Kiełbaska weszła w skład nowej gromady Sobików.
W latach 1975–1998 miejscowość należała administracyjnie do województwa warszawskiego.